# Netsuke

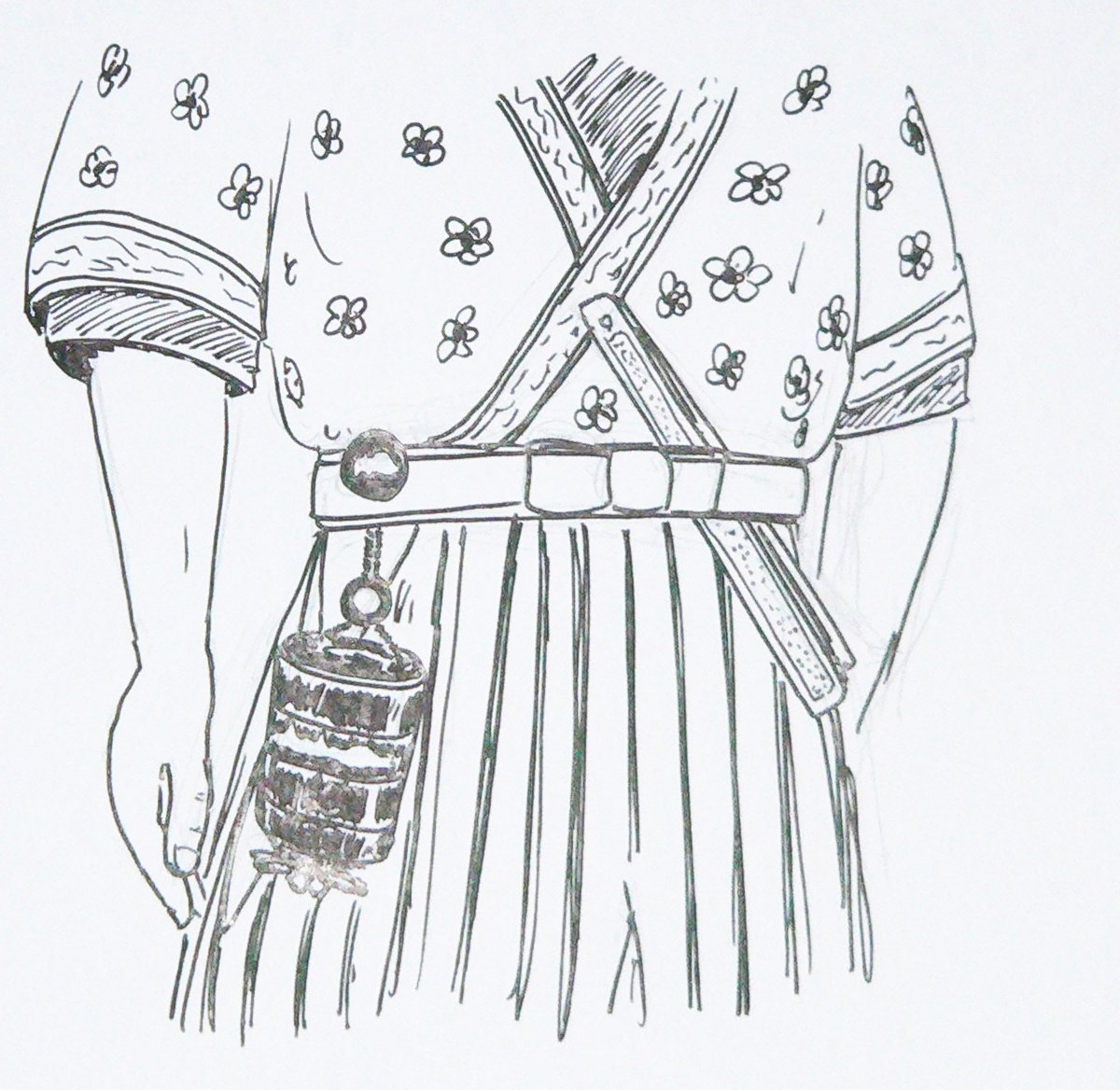
Un netsuke legato all'obi.

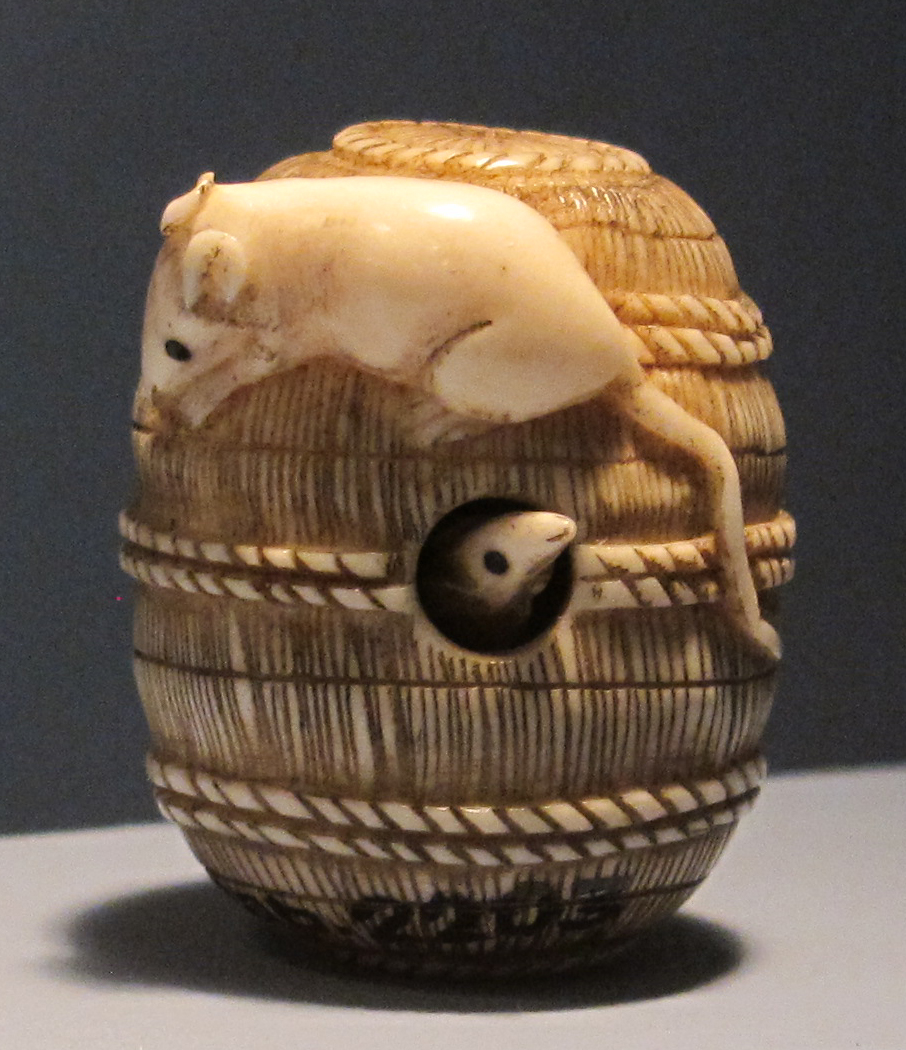
Periodo Edo, netsuke a forma di balla di paglia e topolini, XIX secolo, Historisches Museum Bern

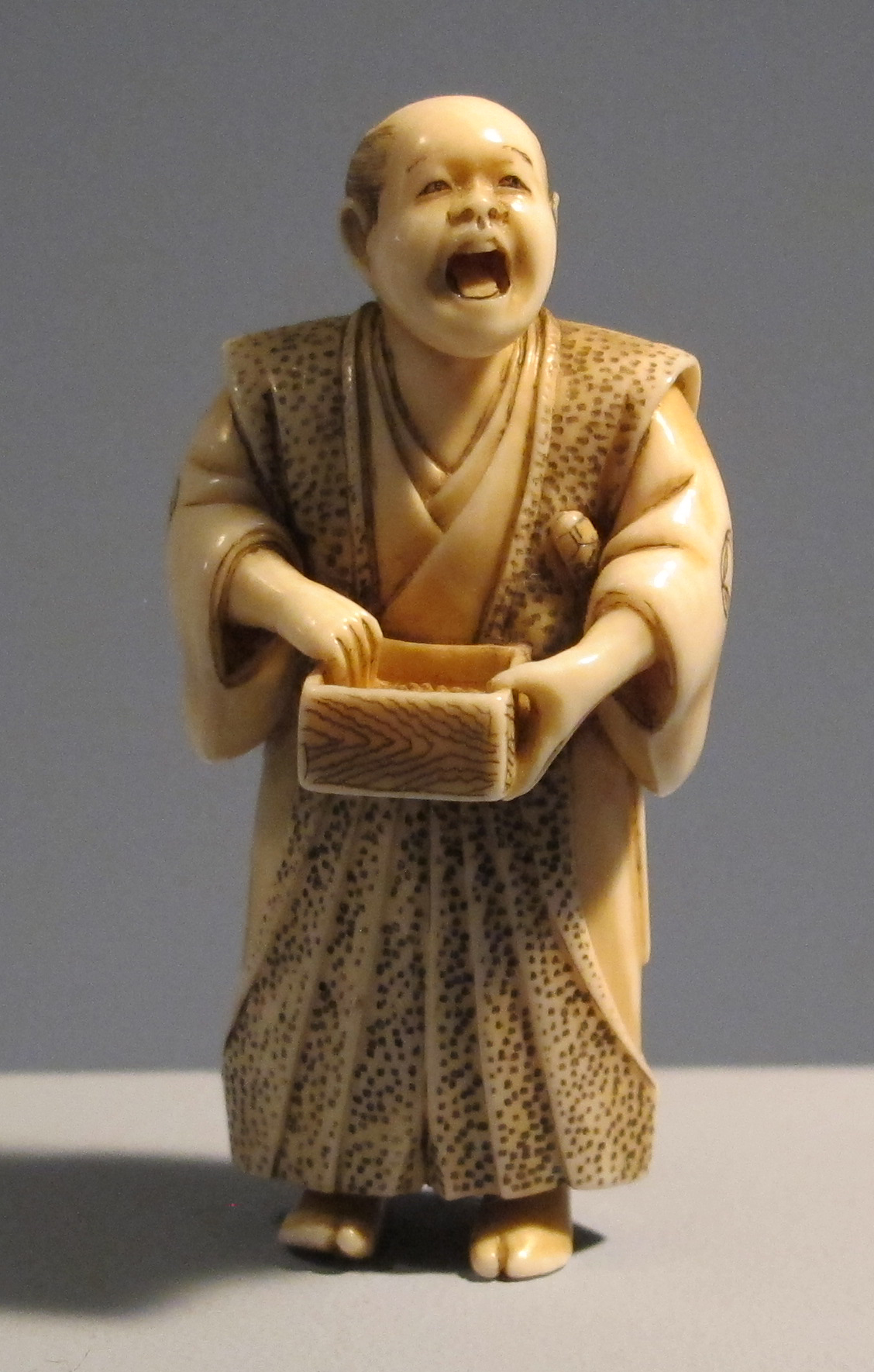
Periodo Edo, netsuke a forma di uomo che annuncia l'anno nuovo, XIX secolo, Historisches Museum Bern

I netsuke sono piccole sculture tradizionali giapponesi, di solito in avorio o in legno, la cui origine risale probabilmente al XVII secolo. Servivano da fermaglio per assicurare alla cintura alcuni piccoli contenitori o oggetti. 

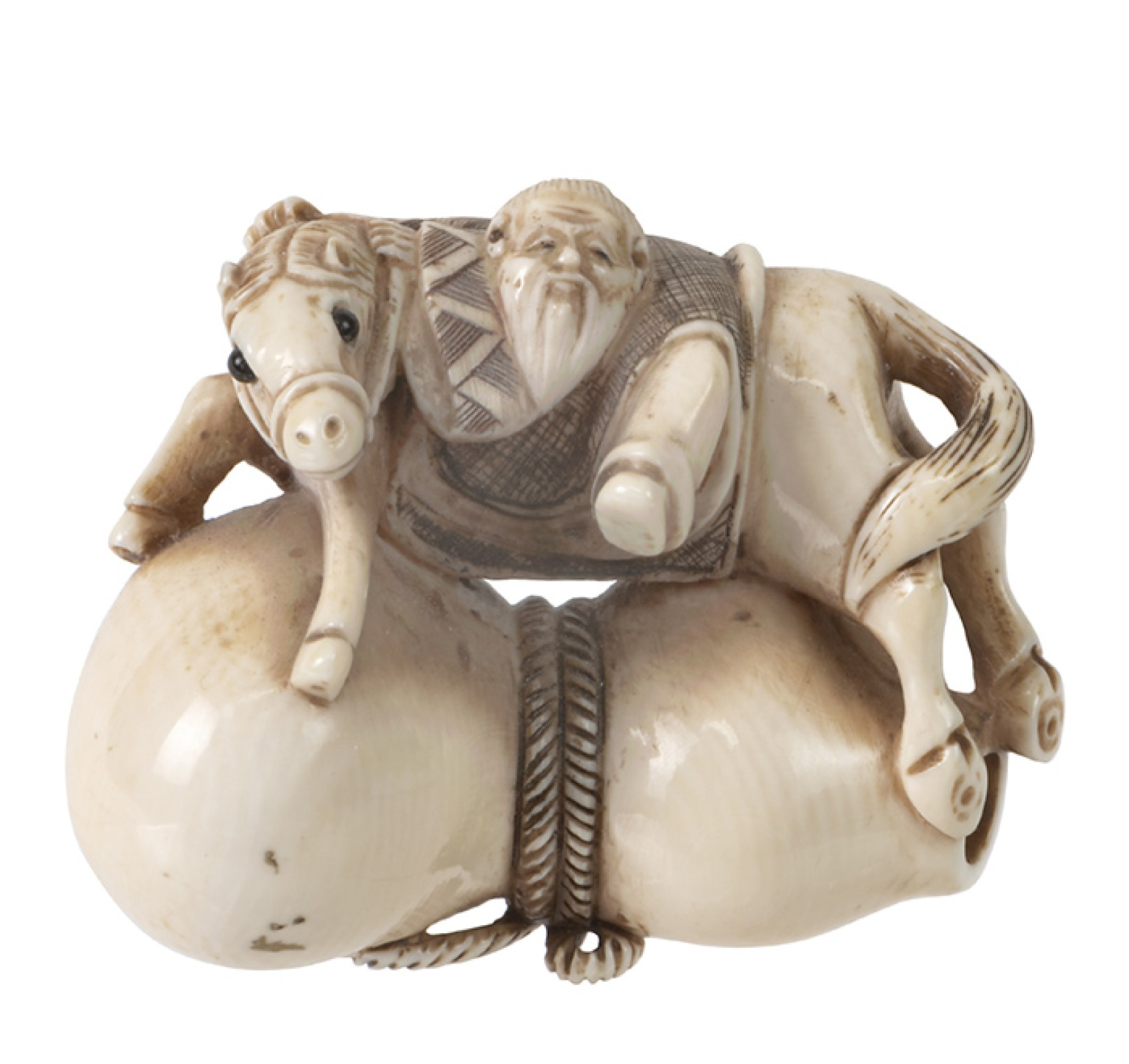
Nobu

Rispetto ad altre forme di piccolo artigianato giapponese (come le tabacchiere, i pettini, i fermagli, i guardamano delle spade, ecc...) e pur nel costante livello altissimo di finezza decorativa, i netsuke si distinguono per la maggior libertà, dovuta al fatto di non dipendere dalla forma di un oggetto d'uso quotidiano, diventando vere e proprie sculture piccole a tutto tondo, apprezzatissime nel mercato collezionistico. 

## Descrizione, storia ed evoluzione
Queste piccole sculture erano forate da due buchi per i quali passava un cordoncino in seta ed erano destinate a fissare alla cintura del kimono la scatoletta delle medicine, o la scatola del tabacco, o l'astuccio della pipa tradizionale giapponese.
I netsuke erano fondamentalmente concepiti per il loro uso: i kimono giapponesi non avevano le tasche, così i piccoli oggetti o cose che le persone si portavano appresso venivano messi in dei contenitori (inro) (portamonete, portatabacco, portaspezie etc.) attaccati a una cintura (obi) di seta tramite una corda (himo), e per evitare che questi contenitori scivolassero via, all'estremità opposta della corda veniva attaccato un bottone (netsuke da ne, "legna", e tsuke, "bottone").
Tutti questi accessori sull'abito non avevano solo uno scopo pratico ma venivano anche usati come ornamento, in particolare il netsuke.
La moda di portare qualche oggetto elegante si diffuse agli inizi del XVII secolo: all'inizio, i netsuke venivano considerati semplici bottoni di avorio e metallo; occasionalmente, venivano impiegati grossi pezzi di avorio con al centro una placca con una figura, così nacquero i manju netsuke, con un corpo a forma di scodella, la maggior parte dei quali in avorio decorati con al centro un disco di metallo inciso circolare.
I netsuke con figure tridimensionali si diffusero solamente nel XVIII secolo.
La crescente domanda di netsuke con figure artistiche fu dovuta al fatto che i commercianti, dediti all'uso del tabacco, divennero la classe dominante agli inizi del Settecento: dal tempo dei primi portoghesi che importarono il tabacco agli inizi del Seicento, essere fumatore divenne molto popolare specialmente tra i mercanti e gli artisti e artigiani, e il fumare divenne un rito che precedeva tutti gli incontri commerciali; così come per la cerimonia del tè, gli accessori per fumare venivano notati e ammirati, e i netsuke cominciarono a ricevere le prime attenzioni.

### Passaggio dall'oggetto-funzionale all'oggetto-opera d'arte
Se si osserva un netsuke realizzato a partire dai primi anni del 1800 si nota un netto miglioramento nello stile: i soggetti sono composti con grande attenzione ai dettagli. Durante il periodo Meiji (1867-1912) il Giappone aprì le porte all'occidente; il concomitante sconvolgimento politico e sociale colpì e rimosse il tradizionale indumento giapponese, il kimono, e di conseguenza divennero inutili anche gli stessi netsuke.
Tuttavia gli intagliatori di avorio non scomparirono, e cominciarono a lavorare soprattutto per il mercato estero; da quando il Giappone prese parte all'esposizione mondiale di Parigi del 1867 e di Vienna del 1873, le arti e i manufatti Giapponesi divennero moda, e anche i netsuke ricevettero grande attenzione.